# Imagen del Gobierno de Bolivia
La imagen del Gobierno de Bolivia es un emblema que viene a configurarse como la representación de la administración del Gobierno de Bolivia en un momento político determinado.

## Uso gubernamental

Escudo de Bolivia

La utilización de imágenes propias para representar una administración de gobierno en específico es un fenómeno muy reciente en la historia de Bolivia, siendo que hasta la renuncia de Evo Morales, todos los gobiernos anteriores habían utilizado solamente el Escudo de Armas, como símbolo representativo; con la asunción de Jeanine Áñez, se efectuaron algunos cambios simbólicos, entre ellos la implementación de un logotipo de gobierno.

### Gobierno de Añez (2019-2020)

Imagen del Gobierno de Jeanine Añez

Durante el gobierno de Jeanine Añez, el 22 de enero de 2020 se estableció un logo institucional, de uso obligatorio para los Ministerios y Viceministerios del Órgano Ejecutivo, el cual consistía en el Escudo de Bolivia de color blanco con lineamientos de color negro, en la parte inferior dos líneas que representaban los colores de la Bandera de Bolivia y Wiphala, al medio dos flores de patujú.

### Gobierno de Arce (2020-presente)

Imagen del Gobierno de Luis Arce

El 13 de enero de 2021, durante el gobierno de Luis Arce, se establece una nueva imagen de gobierno, estableciéndose su uso para ministerios y viceministerios del Órgano Ejecutivo, embajadas, instituciones descentralizadas, autoridades de fiscalización y control. La parte central está representada por el símbolo de una espiral que va de un punto medio hacia el infinito, este símbolo representa al Pachakuti, que alude el retorno de la dualidad y el orden, en un círculo infinito. En tanto, el soporte secundario está conformado por otra silueta de la Cruz Andina pero con una inclinación de 45 grados y colores suaves, que “respeta el orden de la cosmovisión andina del número cuatro.